# Djebedji

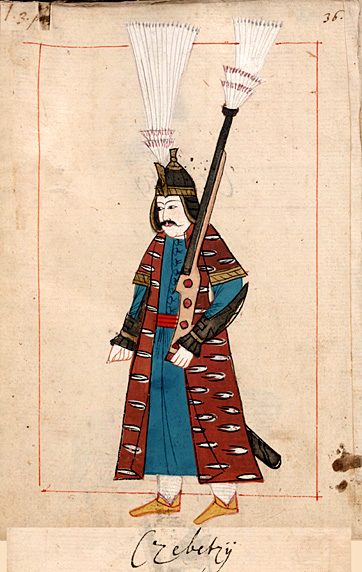
Un soldato Djebedji

I Djebedji o Cebeci (dal turco Cebeci, pronuncia [ˈdʒebedʒi]) erano una subunità militare del corpo di artiglieria dell'esercito ottomano.

## Fondazione
La data di fondazione dell'unità (in turco ocak, pronuncia [ˈodʒak]) non è nota, ma sembra che il corpo Djebedji sia stata fondato nel XV secolo. Era una delle unità privilegiate dell'esercito ottomano. Erano considerati parte dei giannizzeri e basati sul sistema del devscirme. Il loro comandante si chiamava Cebecibaşı. L'unità era piccola e selezionata, e contava non più di 625 uomini nel 1574.

## Doveri
L'unità Djebedji era incaricata della manutenzione e della custodia delle armi. Erano anche responsabili del trasporto di armi dove si ritenevano necessarie. Durante i tempi di pace, conservavano le armi in arsenali chiamati cephane. L'unità Djebedji partecipò a tutte le campagne comandate dal sultano o dal gran visir. In altre campagne partecipò solo una parte dell'unità.

## Abolizione
Nella maggior parte delle rivolte di Istanbul durante i periodi di stagnazione e declino dell'Impero ottomano, le unità Djebedji agirono insieme ai giannizzeri e nel 1826, quando i giannizzeri furono aboliti dal sultano Mahmud II in seguito all'incidente di buon auspicio, anche le unità Djebedji furono abolite.